# 윤재근
윤재근(尹在根, 1910년 11월 26일~1972년 1월 24일)은
초대, 제2대, 제4대, 제5대 국회의원을 지낸 대한민국의 정치인이다.
강화도 마니산에 묘가 있다.

## 역대 선거 결과
|  | 38.20% |

|  | 35.39% |

|  | 46.34% |

|  | 47.40% |

|  | 38.36% |

|  | 18.56% |

|  | 28.02% |

|  | 21.32% |

## 참고자료
- 《대한민국 의정총람》, 국회의원총람발간위원회, 1994년
- 윤재근 - 대한민국헌정회